# Traveling Wilburys
I Traveling Wilburys sono stati un supergruppo musicale attivo alla fine degli anni ottanta. Era composto da esponenti di spicco del panorama rock: Bob Dylan, George Harrison, Tom Petty, Jeff Lynne e Roy Orbison.
Il risultato di questa collaborazione tra affermate superstar della musica rock - reduci da decenni di successi in attività singola o di gruppo - segnò un gioioso momento artistico in grado di produrre una musica fresca, arricchita dagli umori dei quali ciascun componente del gruppo era apportatore. Tuttavia qualche critico non mancò di ironizzare accennando all'impresa di dinosauri del rock diretti in studio di registrazione come ad una gita premio.
La band è stata inserita nel 2007 nella Vocal Group Hall of Fame.

## Storia
L'idea di formare il gruppo nacque nel 1988. La formazione del gruppo ebbe una genesi curiosa: Harrison, dopo una cena invitò Lynne e Orbison ad una sessione per la registrazione di un brano  che doveva servire da lato B per un suo disco singolo (This is Love). Per la registrazione pensarono di chiamare Bob Dylan che sapevano avere uno studio di registrazione, il Santa Monica California Studio. Dylan con gioia dei tre, rispose al telefono, fatto non del tutto scontato, data la sua nota misantropia. Il giorno seguente Harrison, recandosi da Dylan per registrare, dovette passare da Petty a recuperare una sua chitarra dimenticata lì e in tale occasione gli propose di unirsi alla combriccola per una suonata. Harrison definisce questi eventi come frutto di una magia. l risultato fu la registrazione di una canzone - Handle with Care - che apparve subito troppo buona per essere limitata come riempitivo per un 45 giri.
Il nome del gruppo è in realtà uno scherzo. Infatti "Wilburys" fu un termine slang utilizzato per primo da Harrison nel corso della registrazione di Cloud Nine con Jeff Lynne. Harrison, riferendosi agli errori di registrazione indotti da alcune attrezzature difettose, scherzosamente si rivolse a Lynn con "We'll bury 'em in the mix." (tradotto in "Li seppelliremo in fase di missaggio"). In seguito usarono il termine per qualsiasi piccolo errore nelle prestazioni e ancora quando il supergruppo si ritrovava. Harrison suggerì come nome del gruppo "The Trembling Wilburys", mentre Lynne suggerì "Traveling" e fu così che si optò per il nome "Traveling Wilburys" che trovò d'accordo i membri.
Da qui alla decisione a cui giunsero i cinque futuri Wilburys di dare vita ad un album collettivo e alla formazione di una estemporanea band, il passo fu assai breve. Scritte da tutti i componenti del gruppo, le canzoni del primo album dei Traveling Wilburys (che portava il titolo di Traveling Wilburys Vol. 1) furono registrate a tempo di record (Dylan, ad esempio, sarebbe dovuto partire da lì a poco per uno dei suoi interminabili tour in giro per il mondo).
Messo in commercio nell'ottobre dell''88 (a novembre in Italia), il disco stupì (in un certo senso spiazzandolo) gran parte del pubblico appassionato di musica rock (in particolare i fan personali di ciascun componente il gruppo). La mancanza di un vero e proprio lancio pubblicitario, oltre che l'inedito nome del gruppo, alimentò facilmente il piccolo mistero di chi fosse a celarsi sotto le mentite spoglie dei fratelli Wilburys (peraltro facilmente riconoscibili nonostante i vistosi occhiali scuri che indossavano per la foto di copertina), figli di tale Charles Truscott Wilbury Sr.. Questo fatto non impedì al disco di scalare le classifiche di vendita (e di gradimento, tanto da essere inserito fra i 100 migliori album di sempre dalla rivista specializzata Rolling Stone).
A rattristare gli animi - e a condizionare evidentemente anche un possibile sviluppo futuro del gruppo - giunse poche settimane dopo la pubblicazione dell'album (il 7 dicembre) la notizia dell'improvvisa morte, in seguito ad un infarto cardiaco, del più anziano dei componenti, ovvero Roy Orbison.
Due anni dopo, nell'ottobre del 1990, il gruppo tornò tuttavia a farsi vivo - ancora una volta a sorpresa - pubblicando un nuovo album, intitolato ironicamente Traveling Wilburys Vol. 3. Un possibile Vol. 2 non fu mai immesso sul mercato discografico eccetto che - come accadde poi per il vol. 4 - in versione bootleg, quindi non ufficiale.
In entrambi gli album ufficiali del supergruppo, alla batteria suonò Jim Keltner.

## Formazione e collaboratori
Formazione nell'album Vol.1 (1988)
- Nelson Wilbury (George Harrison) - chitarra e voce
- Otis Wilbury (Jeff Lynne) - chitarra e voce
- Lefty Wilbury (Roy Orbison) - chitarra e voce
- Charlie T. Wilbury Jr. (Tom Petty) - basso, chitarra e voce
- Lucky Wilbury (Bob Dylan) - chitarra, voce e armonica
- Buster Sidebury (Jim Keltner) - batteria

Formazione nell'album Vol.3 (1990)
- Spike Wilbury (George Harrison) - chitarra e voce
- Clayton Wilbury (Jeff Lynne) - chitarra e voce
- Muddy Wilbury (Tom Petty) - basso, chitarra e voce
- Boo Wilbury (Bob Dylan) - chitarra, voce e armonica
- Buster Sidebury (Jim Keltner) - batteria

Formazione che prese parte alla ristampa del 2007
- Buster Sidebury (Jim Keltner)
- Ayrton Wilbury (Dhani Harrison)

## Discografia
Album in studio
- 1988 - Traveling Wilburys Vol. 1-{Wilbury Records 925 796-1(WX 224)} - GERMANY
- 1990 - Traveling Wilburys Vol. 3-{Wilbury Records 7599 26324-1}

Raccolte
- 2007 - The Traveling Wilburys Collection-{Rhino R2 167868 - RHI1 224316} - USA

Singoli, 45 giri
- 1988 - Handle with Care/Handle with Care-(Promotion - Not For Sale)-{Wilbury Record Co 7-27732-A} - USA
- 1988 - Handle with Care/Margarita-{Wilbury Record Co W 7732/927 732-7} - USA
- 1988 - Handle with Care/Margarita-(Special Limited Edition 7" Includes Free Sticker)-{Wilbury Record Co W 7732/927 732-7} - USA
- 1988 - Last Night/Last Night-(For Promotional Only-Not For Sale)-{Warner Bros. WEA PRO 329} - SOUTH AFRICA
- 1989 - End of the Line/Congratulation-{Wilbury Record Co W 7637 / 927 637-7} - USA
- 1989 - Heading for the Light/Rattled-{Wilbury Record Co 922 904-7} - GERMANY
- 1990 - Nobody's Child/Lumiere(Dave STEWART & The SPIRITUAL COWBOYS)-{Warner Bros. W 9773/5439-19773-7}-[Rumanian Angel Appeal] - GERMANY
- 1990 - She's my Baby/New Blue Moon(Instrumental Version)-{Warner Bros. W 9523 / 5439-19523-7} - GERMANY
- 1991 - Wilbury Twist/New Blue Moon(Instrumental)-{Warner Bros. W 0018/5439-19443-7} - GERMANY
- 1991 - Wilbury Twist/New Blue Moon(Instrumental Version)-(Limited Edition-Contains 4 Full Colour Postcards)-{Warner Bros. W 0018/5439-19443-7}-GERMANY
- 1991 - Inside Out/New Blue Moon(Instrumental Version)-{Warner Bros. 5439-19402-7} - GERMANY
- 2007 - Handle with Care/Handle with Care(Extended Version)-(Limited Edition of 2.000 Copies)-{Rhino RH17-198908} - USA

Singoli 12"
- 1988 - Handle with Care-{Warner Bros. W 7732 T 921 104-0} - GERMANY
- 1988 - Handle with Care-(Limited Formed 10")-{Warner Bros. W 7732 TE 921 105-0} - ENGLAND
- 1988 - Last Night-(Promotional - Venda Proibida)-{WEA 6 WP. 1033} - BRAZIL
- 1989 - End of the Line(Extended Version)-{Warner Bros. 921 165-0} - GERMANY
- 1989 - Heading for the Light-{Warner Bros. W 2904 T 921 265-0} - GERMANY
- 1990 - Nobody's Child-(Not For Sale-Sample)-{Warner Bros. W 9773 T 7599-21576-0}-[Rumanian Angel Appeal] - GERMANY
- 1990 - She's my Baby-{Warner Bros. W 9523 T 7599-21799-0} - ENGLAND
- 1991 - Wilbury Twist-{Warner Bros. W 0018 T 9362 40044-0} - ENGLAND